# Anomala glaseri
Anomala glaseri är en skalbaggsart som beskrevs av Fortuné Chalumeau 1985. Anomala glaseri ingår i släktet Anomala och familjen Rutelidae. Inga underarter finns listade i Catalogue of Life.